# Careca Bianchezi
Careca, właśc. Carlos Alberto Bianchesi (ur. 25 sierpnia 1964 w São Paulo) – piłkarz brazylijski, występujący na pozycji napastnika.

## Kariera klubowa
Karierę piłkarską Careca zaczął w klubie Marília Atlético Clube w 1983 roku. W 1988 przeszedł do Guarani FC. W klubie z Campinas grał do 1989 roku. Ostatnim etapem jego kariery w Brazylii był SE Palmeiras, gdzie grał do 1991 roku. Sezon 1991/1992 spędził we włoskiej Atalancie, po czym wyjechał do Meksyku, gdzie występował do końca kariery(z krótką przerwą na grę w São José EC). Kolejno grał w CF Monterrey, CD Veracruz oraz ponownie w CF Monterrey, gdzie zakończył karierę w 1997 roku.

## Kariera reprezentacyjna
W reprezentacji Brazylii Careca zadebiutował 18 listopada 1990 w meczu z reprezentacją Chile. W następnym roku grał na Copa América 1991, na których Brazylia zajęła drugie miejsce. Podczas tych mistrzostw 17 lipca 1991 w meczu z reprezentacji Argentyny, zastępując w 77 min. João Paulo. Łącznie zagrał w barwach canarinhos 10 meczów i strzelił 1 bramkę.